# Buckeye, Arizona
Buckeye je gradić u američkoj saveznoj državi Arizona. Prema popisu stanovništva iz 2010. u njemu je živjelo 50,876 stanovnika.